# HD 22072
HD 22072，又名BD+17 575，SAO 93494、HR 1085，是一颗恒星，视星等为6.17，位于銀經168.8，銀緯-30.19，其B1900.0坐标为赤經3h 28m 26.4s，赤緯+17° -30.19′ 18″。